# Вакомаги

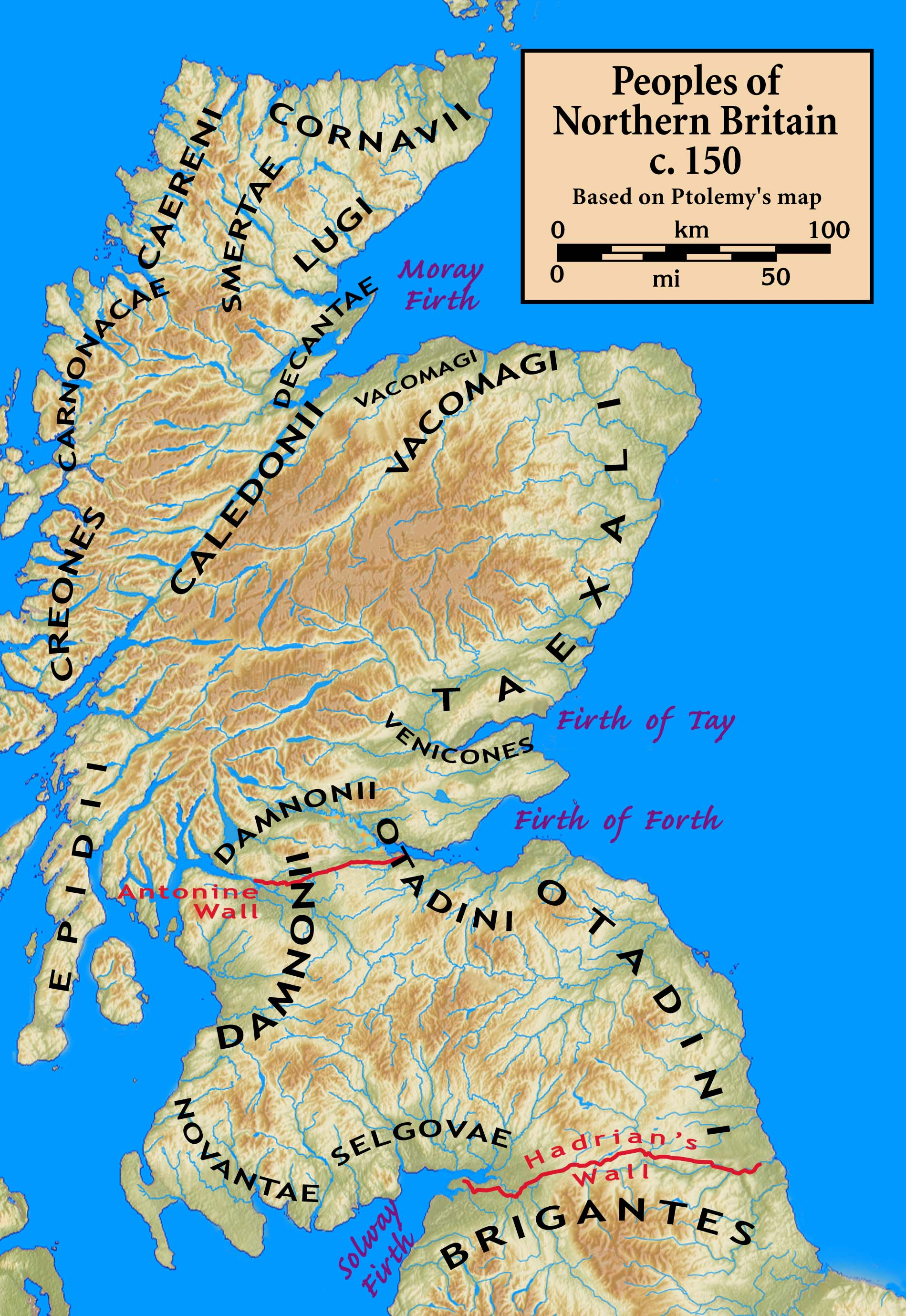
Племені піктів

Вакомаги — плем'я піктів, відоме за часів протистояння з Римською імперією. Мешкали з племенами каледоніїв (на заході) та тексалі (на південному сході). Обіймали гірську місцину та селилися уздовж півдня Мори-Ферт (сучасна область Тайсайд). Етимологія назви вакомагів не визначена.

## Історія
Про якісь події до римського вторгнення на північ Британії, пов'язані з цим племенем, немає жодних відомостей. Керувалася вождями, але імена їх не збереглися. Також всередині вакомагів діяли клани, але їх особливість незрозуміла. У 80 році в союзі з сусідами виступили проти римлян, які вдерлися на чолі із Гнеєм Юлієм Агріколою. Брали участь у вирішальній битві в Грауспійських горах у 83 або 84 році. Там пікти зазнали поразки. У підсумку вакомаги визнали владу Римської імперії.
За наказом Агріколи тут зведені численні форти та укріплення. Найзначущими були Баннатіа, Таміа, Твес та Кастра Пінната (сучасний Інчтутхіл, Тайсайд). В останньому розташовувався до 85 року XX легіон. Головне місто вакомагів (піктська назва невідома) римляни перейменували у Цивітас Вакомагорум, де розташувалися римські військові магістрати.
Після відступу Агриколи за наказом Доміціана про наявність римських фортів у землях вакомагів нічого невідомо. Ймовірно, деякий час вони діяли. Проте вже до правління Траяна римляни давали вакомагам спокій.
Ймовірно, згодом діяли у спілці з каледоніями та меатами. У 140-х роках зазнали нових поразок від римлян. Останні відомості датуються періодом вторгнення до Римської Британії у 180 та 197 роках. В останній великій війні проти римлян у 208–211 роках зазнали поразки від армії на чолі із Септимієм Севером, потім його синами Каракаллою та Ґетою.
В наступні роки вакомаги разом з каледоніями та іншими племенами утворили піктський союз. Втім, щодо цього процесу та часу поєднання із сусідами не збереглися письмові відомості.